# 加藤仁志
加藤 仁志（かとう ひとし、1980年12月23日 - ）は、北海道小樽市出身の俳優、モデル。血液型O型。高校時代はバスケットボール部に所属していた。

## 出演

### テレビドラマ
- 仮面ライダー555 第7話、8話（2003年、テレビ朝日）
- 魔弾戦記リュウケンドー 第25、35話（2006年6月25日、9月3日、TX） - 勅使河原浩 役
- 結婚式へ行こう! 第17、18話（2007年1月16日、17日、TBS） - 浜崎浩司 役
- 相棒〜Season Five〜 第17話（2007年2月14日、テレビ朝日） - 和田寛夫 役
- 愛のうた! 第30話（2007年12月7日、TBS） - 新郎 役
- 絶対彼氏 第1話（2008年4月15日、フジテレビ） - 石関の部下 役
- 土曜ワイド劇場「温泉マル秘大作戦!6」（2008年9月、テレビ朝日） - 柄本武志 役
- おひとりさま 最終話（2009年12月18日、TBS）
- 梅ちゃん先生（2012年6月18日、NHK） - 矢島（医院の急患） 役
- あなたのことはそれほど最終話(2017年6月20日)

### 映画
- アニムスアニマ（2005年2月） - カオル 役
- 富江 REVENGE（2005年4月） - 谷村哲也 役
- NTT西日本「電報」ショートムービー（2006年9月） - 藤岡俊 役
- 紫陽花物語（2007年8月） - 斉藤亮 役

### CM
- OLYMPUS「キャメディア」メタルランナー編(2003年)
- TOYOTA「ラウム」(2003年)
- MAZDA「デミオ」(2004年)
- 「メットライフ生命保険」(2004年)
- 「au-by-KDDI」(2004年)
- NTTコミュニケーションズ「セキュリティシステム」(2005年)
- TOYOTA「ラクティス」(2005年)
- 日本コカ・コーラ「爽健美茶」キャンペーン アールジーンデニム（2006年3月） - 徳澤直子と共演
- 「アコーディアゴルフ」(2006年3月)
- 「しんきんキャッスル」(2006年5月)
- NTT西日本「電報」コブクロDENPO（2006年8月） - 市川由衣と共演
- 日清「日清のラーメン屋さん」彼よりそそる麺編（2006年9月） - 岡村隆史と共演
- hoyu「ビューティーラボ・カラーケア」ブックギャラリー編（2006年10月） - 片瀬那奈と共演
- 紳士服「はるやま」（2006年12月） - 小倉優子と共演
- BODY GUARD(韓国)(2007年3月)
- Panasonic「どこでもドアホン」(2007年4月)
- 東京ガス「1000万件」編(2007年8月)
- DUCK引越センター(2007年12月)
- 「C1000 Vitamin Lemon」1000人の応援団 出発編（2008年6月） - 榮倉奈々と共演
- 「日本和装」授業参観編（2008年9月） - 麻生祐未と共演
- SUNTORY「LUCKY CIDER」（2009年4月） - 佐々木希と共演
- 花王「SUCCESS」夏こそサクセス編(2009年7月)
- TOSHIBA「Dynabook」(2009年8月)
- 花王「クリアクリーンチェンジ」（2009年9月） - 押切もえと共演
- 花王「SUCCESS」冬こそ頭皮ケア編(2009年11月)
- 花王「SUCCESS」頭皮ケアの盲点編(2010年5月)
- 花王「SUCCESS」男のリンス編(2010年9月)
- コカコーラ「Minute Maid」goonew 公園にて編（2010年11月） - 加賀美セイラと共演
- 花王「SUCCESS」毛穴と髪に開放感!編(2011年6月)
- プリントパック　日本中のお役に立ちたい篇(2017年1月)

### PV
- コブクロ「未来への帰り道」

### STEEL
- hoyu「Men's Beauteen」シルバーアッシュ(2002年)
- 資生堂「春夏24ヘアカタログ」(2002年)
- 無印良品(2003年)
- Vodafone「ハッピータイム」(2003年)
- TOEIC(2004年)
- 伊勢丹リクルート(2004年)
- NTT Docomo(2004年)
- アヴェンヌウォーター(2005年)
- Hilton Otaru(2005年)
- 高島屋「浴衣」(2006年)
- 千趣会「ベルメゾン・スポーツ」(2007年)
- ワタベウェディング カタログ(2008年)
- ヤギコーポレーション カタログ(2008年)
- ZWEI ツヴァイ(2008年)
- 「GATSBY」 スタイリングダンスコンテスト(2008年)
- 「メルボン」(2009年)
- 「モアーズ」(2009年)
- YAMAHA 電動ハイブリッド自転車「PAS」(2009年)
- 「MAC HOUSE」(2010年)
- 「しまむら」(2010年)

### 雑誌
- 「IMAGE」
- 「おとこのブランド HEROES」
- 「OZマガジン」
- 「東京カレンダー」
- 「SAY」
- 「Tokyo Walker」

### ショー
- 「パラダイスキス」ファッションショー - ジョージ役
- 「フェアトレード」ファッションショー